# Desa Lenang (administrativ by i Indonesien, lat -8,54, long 120,55)
Desa Lenang är en administrativ by i Indonesien.   Den ligger i provinsen Nusa Tenggara Timur, i den centrala delen av landet, 1 500 km öster om huvudstaden Jakarta.